# Aptostichus hesperus
Aptostichus hesperus es una especie de araña migalomorfa del género Aptostichus, familia Euctenizidae. Fue descrita científicamente por Chamberlin en 1919.
Habita en los Estados Unidos.